# ラカンカ

甘み成分の一つモグロシドVの構造

ラカンカ（羅漢果、学名：Siraitia grosvenorii、シノニム：Momordica grosvenorii、拼音: luóhànguǒ ルオハングオ）は、中国広西チワン族自治区を原産地とするウリ科ラカンカ属の多年生つる植物である。従来はツルレイシ属に分類されていたが、1984年になって学名が変更された。

## 名称の由来
産地において、特殊な薬効をもつ実であることから、仏教の聖人賢者である羅漢のようだということで名付けられたとも、まん丸の実が剃髪した羅漢の頭に見えるからとも言われる。薬効を発見した清朝の医師の名にちなむともいう（サラヤのHPより）。

## 産地
亜熱帯の山岳地帯を好む。広西チワン族自治区の桂林市西南部に位置する永福県、融安県、臨桂県が主要な産地で、この3県の生産量が世界の約9割を占める。

## 生態
つる性の雌雄異株の多年草で、地下に塊茎を作る。蔓の長さは5mに達する。6–8月に小さな黄色の花を付け、8–10月にかけて4–6cmの円形もしくは倒卵形の毛茸が生えた果実を付け、熟すると濃緑色となり光沢を帯びる。9–11月にかけて収穫する。
多くの種類が存在するが、基本的には長灘果、青皮果、冬瓜果、拉江果の4種が栽培される。最も品質が高いのは長灘果だが収穫量が少ないため、根線虫に弱いが収穫量の多い青皮種が最も多く栽培される。品種改良も行われている。

## 用途

### 甘味料
ハーバード大学医学部は2021年11月1日、羅漢果を用いた甘味料は砂糖よりも健康的であると主張した。
甘味を呈し食用とされるが、通常生では使わず、乾燥させ砕いたものを煎じて羅漢果茶として飲んだり、料理の甘味料として使われる。羅漢果を水やメタノールなどで抽出したものを、ラカンカ抽出物という名称で食品材料として用いることもある。日本には生の果実は輸入されておらず、乾燥した羅漢果が輸入されている。
羅漢果の甘味成分は、多くはブドウ糖と果糖と、特有の強い甘みをもつ成分としてモグロシド（Mogroside、モグロサイドとも）と呼ばれるトリテルペン配糖体である。モグロシドはヒトがエネルギー源として利用できないため、モグロシドやラカンカ抽出物は、他の植物性の甘味配糖体と同様に自然派の甘味料として利用されている。
日本では、羅漢果に含まれるモグロシドのうちの指標となる「モグロシドV」の含有量によって、食品と食品添加物に分けられている。通常の単純抽出の場合は、モグロシドVの含有量は1%前後から2%程度であり食品扱いである。一定量以上のもの（精製され凝縮されたもの）は、「食品添加物」扱いとなる。ただし、モグロシドは他の食品添加物に比べて比較的新しく発見されたものであるため、その安全性の評価がまだ十分ではないとして、一部の生協などでは使用を見合わせている。

### 薬用
モグロシドなどの成分単体、あるいは羅漢果の抽出物についてその薬理作用の解析も行われており、すでに健康食品として販売しているところもある。その具体的な薬効についても解明が進んできている。
中国においては、経験的に喉や肺を潤し、鎮咳作用があることが知られており、日本においてものど飴に抽出物を添加しているものがある。また、便秘解消の効果もあるとされる。